# الأمن القومي التشيكوسلوفاكي
الأمن القومي التشيكوسلوفاكي (بالتشيكية:Státní bezpečnost، وبالسلوفاكية: Štátna bezpečnosť) مؤسسة تضم أمن سياسي بلباس مدني وجد في تشيكوسلوفاكيا سنة 1945م، وانفرط عقده سنة 1990م مع انهيار الاتحاد السوفيتي. كان عمله مخابراتيًا ضد الأنشطة التي تناهض الشيوعية.

## تاريخه

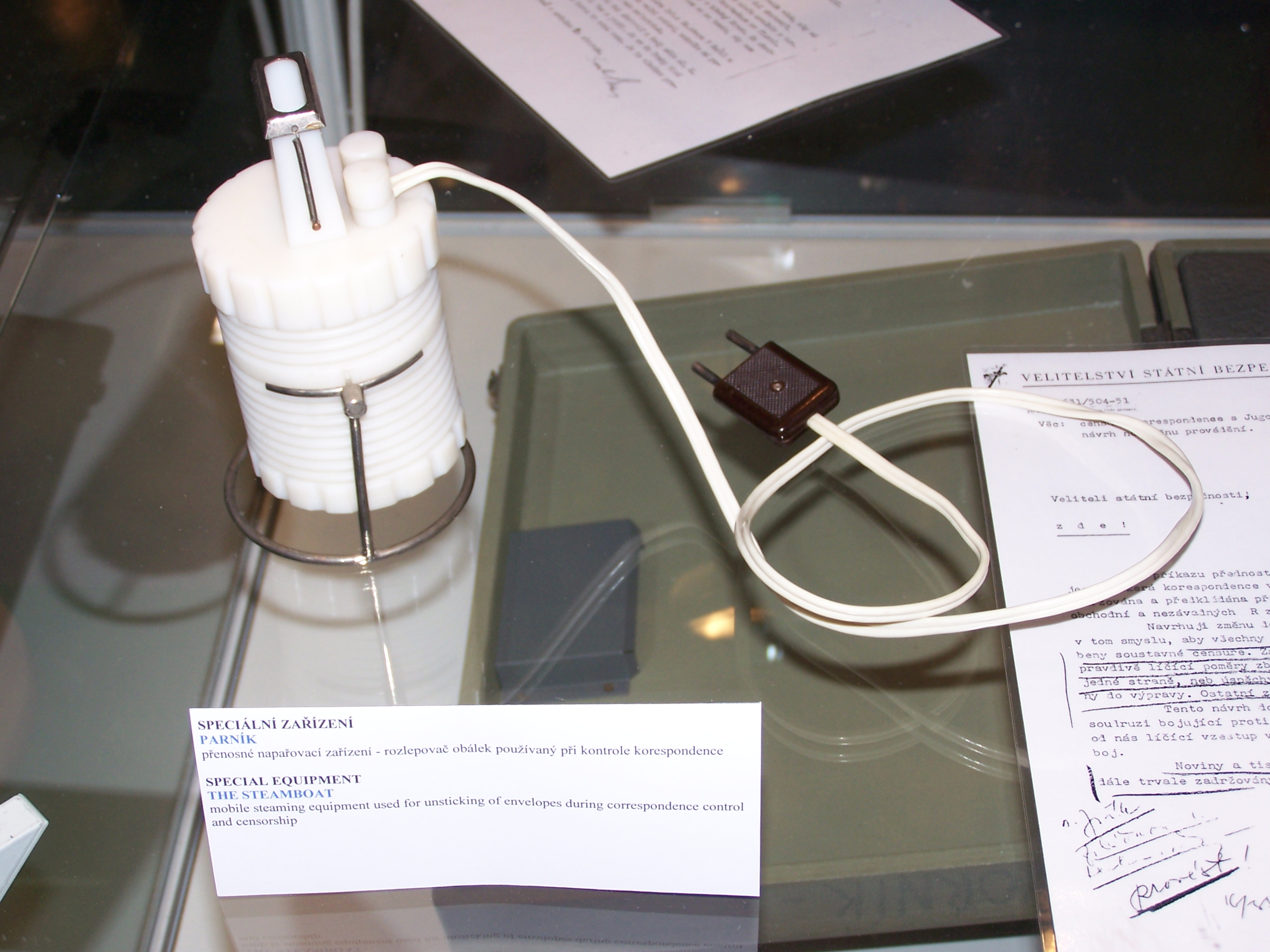
جهاز استخدمه الأمن القومي التشيكوسلوفاكي لفتح الظروف حال الإرسال، بحيث لا يعرف المتلقي أن الرسالة قد فتحت.

منذ تأسسه والأمن القومي التشيكوسلوفاكي يدار من قبل الحزب الشيوعي التشيكوسلوفاكي، حيث كانوا يستخدمونه وسيلةً لقمع الأنشطة المعادية للشيوعية. فقد كان يتجسس على الخصوم السياسيين المعارضين للشيوعية، بل ويلفق أدلة مزورة ضدهم متى استدعى الأمر، وكان لهذا أثر كبير في صعود الشيوعيين لعرش تشيكوسلوفاكيا وتقلدهم زمام الأمور فيها سنة 1948م. وحتى قبل تحول تشيكوسلوفاكيا لدولة شيوعية، كان الأمن القومي التشيكوسلوفاكي يمارس التعذيب، والاختطاف، والابتزاز، فضلاً عن استخدامهم للمؤثرات العقلية في الحصول على المعلومات. ومع حلول عام 1948 وانقلاب تشيكوسلوفاكيا 1948 تطورت هذه الأساليب بوصاية مباشرة من الاتحاد السوفيتي. كما أنهم كانوا يتجسسون على الاتصالات الهاتفية، ويراقبون المنازل ويفتشونها، ويتجسسون على البريد.
دور الأمن القومي في الثورة الناعمة سنة 1989م ليس واضحًا متيقنًا منه، لكن إشاعات وفاة أحد الطلاب وهو في مظاهرة سلمية كان لها أثر كبير في تعاطف المجتمع، وإشعال وقود مظاهرات أخرى أكثر عددًا وزخمًا والتي أدت في نهاية المطاف إلى انهيار نظام الشوعيين. اُتُهم الأمن القومي بضلوعه في تلفيق إشاعة وفاة الطالب مارتن سمت حيث أنه لم يكن سوى عميل من عندهم. إلا أنه وفي عام 1992م قال تقرير اللجنة البرلمانية التشيكوسلوفاكية بأن دور عميل الأمن القومي كان ثانويًا ولم يكن يرتبط من قريب أو بعيد بأحداث الثورة الناعمة.
حُلَّ الأمن القومي التشيكوسلوفاكي في الأول من فبراير 1990. وجهاز المخابرات الحالي لجمهورية التشيك هو خدمة أمن المعلومات، إلا أنه لا يمت بصلة إلى الأمن القومي السابق، كما أن أعضاءه السابقون ممنوعون من تولي بعض الوظائف مثل تلك المتعلقة بالشرطة والأمن.

## اقرأ أيضًا
- تشيكوسلوفاكيا
- قائمة رؤساء تشيكوسلوفاكيا